# فردیناند مانویر
فردیناند مانویر (به فرانسوی: Ferdinand Monoyer‎; ۹ مهٔ ۱۸۳۶ – ۱۱ ژوئیهٔ ۱۹۱۲) یک چشم پزشک اهل فرانسه بود که برای معرفی دیوپتر در سال ۱۸۷۲ شناخته شده است.

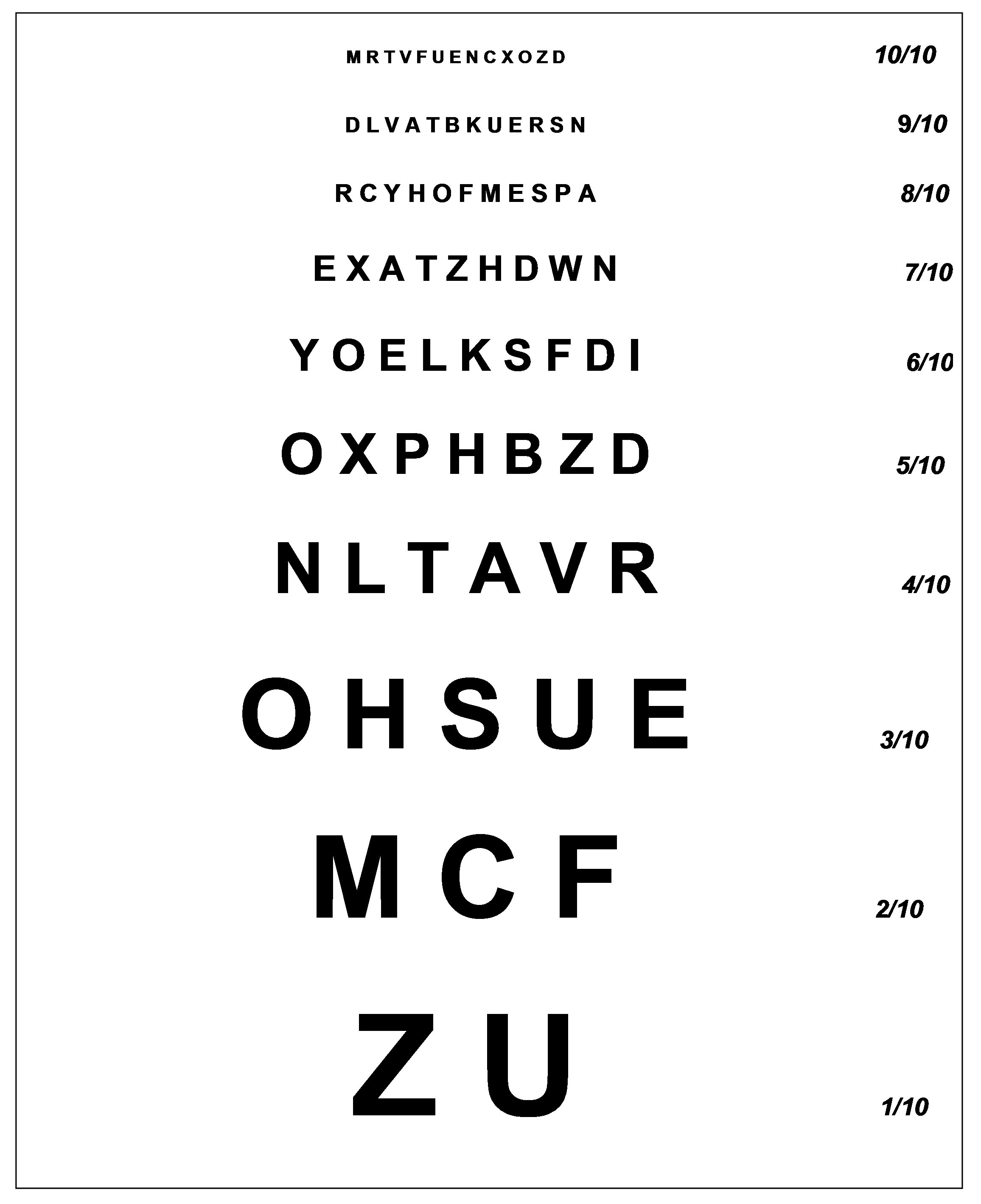
نمودار مانویر. در دو طرف به سمت بالا (بجز آخرین خط) نام "Ferdinand Monoyer" دیده می‌شود.

او نمودار مانویر که برای تست حدت بینایی استفاده می‌شود را اختراع کرد.
او نام خود را در این نمودار به صورت عمودی از پایین به بالا در دو طرف نمودار درج کرده است.

## بزرگداشت
در ۹ مه ۲۰۱۷ گوگل دودل صفحه اصلی خود را در بزرگداشت ۱۸۱مین سالگرد تولد او تغییر داد.